# Gustav Simon (Gauleiter)

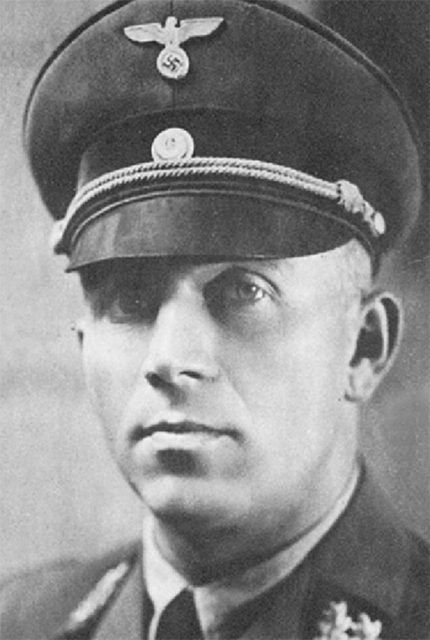
Gustav Simon

Gustav Johannes Simon (* 2. August 1900 in Malstatt-Burbach (heute Saarbrücken); † 18. Dezember 1945 in Paderborn) war als NSDAP-Gauleiter im Gau Moselland gleichzeitig von 1940 bis 1944 Chef der Zivilverwaltung (CdZ) in Luxemburg, das im Zweiten Weltkrieg durch das nationalsozialistische Deutsche Reich besetzt worden war.

## Elternhaus, Ausbildung und Beruf
Der Vater von Gustav Simon war Eisenbahnbeamter; dessen Eltern waren Kleinbauern aus dem Hunsrück. Sein Bruder war der Politiker Paul Simon. Gustav Simon ging in Saarbrücken zur Volksschule und machte danach in Merzig eine Ausbildung zum Schullehrer. Obwohl er diese mit Diplom abschloss, bekam er keine Stelle. Dann entschied er, sein Abitur nachzumachen, und half währenddessen bei der Eisenbahn und beim Zoll aus. Nach dem Abitur studierte er an der Johann Wolfgang Goethe-Universität in Frankfurt am Main Wirtschaft auf Lehramt. Nach dem Abschluss als Handelsschullehrer unterrichtete er 1927 bis 1929 als Referendar und später Gewerbelehrer in Völklingen. Im Frühjahr 1929 verließ er die Schule und begann, hauptberuflich für die NSDAP zu arbeiten.

## NSDAP
Schon 1923 war Simon Mitglied einer „völkischen Hochschulgruppe“ in Frankfurt. Am 14. August 1925 trat er der NSDAP (Mitgliedsnummer 17.017) bei. Somit war er einer der „Alten Kämpfer“, die später mit dem „goldenen Parteiabzeichen“ ausgezeichnet wurden.
Er gründete 1926 die Ortsgruppe der Nazi-Partei in Hermeskeil. Sein Spitzname war „Giftpilz von Hermeskeil“.
Kurz darauf gründete er die „Hochschulgruppe Frankfurt“ des Nationalsozialistischen Deutschen Studentenbunds. 1927 wurde er von der Mehrheit der Studenten zum nationalsozialistischen Präsidenten des AStA gewählt. Auch darüber hinaus war er schon während seines Studiums für die NSDAP aktiv; im Hunsrück gründete er mehrere Ortsgruppen der Partei.
Ab 1928 stieg er schnell in der Hierarchie der Partei auf: 1928 wurde er „Bezirksleiter“ der NSDAP für den Bezirk Trier-Birkenfeld, 1929 für den Bezirk Koblenz-Trier, außerdem Abgeordneter des Rheinischen Provinziallandtags, dem er ab April 1933 vorsaß. Von 1929 bis 1933 war er Stadtverordneter in Koblenz, wo er der NSDAP-Fraktion vorsaß. 1930 wurde er Reichstagsabgeordneter für den Wahlkreis Koblenz-Trier, den er bis 1945 innehatte. Er wurde 1932 Abgeordneter im Preußischen Landtag. Im Juli 1933 wurde er preußischer Staatsrat. Zudem war er preußischer Provinzialrat der Rheinprovinz.
Am 1. Juni 1931 ernannte Adolf Hitler ihn zum Gauleiter des neugeschaffenen Gaues Koblenz-Trier. Im Gegensatz zu fast allen Gauleitern war Simon nicht Mitglied der SA oder der SS; allerdings war er seit Januar 1939 Obergruppenführer des NSKK. Zudem gehörte er von 1933 bis 1944 der Akademie für Deutsches Recht an.
Nach Beginn des Zweiten Weltkrieges war er ab September 1939 zunächst Beauftragter des Reichsverteidigungskommissars und von November 1942 bis Kriegsende Reichsverteidigungskommissar für den Gau Moselland und bekleidete diesen Posten bis Kriegsende.

## Chef der Zivilverwaltung in Luxemburg
Nach dem deutschen Überfall vom 10. Mai 1940 gelangte das Großherzogtum Luxemburg zunächst unter die Verwaltung des deutschen Militärbefehlshabers von Belgien und Nordfrankreich in Brüssel, General der Infanterie Alexander von Falkenhausen. Unter diesem Befehlshaber übernahm Gustav Simon am 25. Juli 1940 die Zivilverwaltung in Luxemburg. Der Besatzungsstatus endete am 2. August 1940, als Simon durch Führererlass zum Chef der Zivilverwaltung (CdZ) ernannt wurde. Sein Vertreter in dieser Funktion war der Regierungspräsident von Trier, Heinrich Christian Siekmeier. Ihre Aufgabe war, dem Großherzogtums Luxemburg, jetzt „CdZ-Gebiet Luxemburg“, deutsche Verwaltungsstrukturen zu geben und es zu einem Bestandteil des Deutschen Reichs zu machen.
Als Leiter der Zivilverwaltung unterstand Simon auch die Abteilung IV A, die für die Erfassung und Enteignung jüdischen Eigentums zuständig war. Der Wert der beschlagnahmten Konten, Immobilien und Wohnungseinrichtungen wird auf mindestens 30 Millionen Reichsmark geschätzt. Luxemburger hatten sich bei „Arisierungen“ zurückgehalten; viele Grundstücke, Einzelhandelsgeschäfte und einige wenige  Industrieunternehmen gingen an „Altreichsdeutsche“, wobei Interessenten aus dem Gau Koblenz bevorzugt wurden. Die Deportation von Juden aus Luxemburg erfolgte auch auf seine Initiative frühzeitig vom 16. Oktober 1941 bis 17. Juni 1943.

## Kriegsendphase und Tod
Nach dem Abzug der deutschen Besatzer aus Luxemburg leitete er ab Herbst 1944 den Volkssturm im Gau Moselland. Im April 1945 setzte er sich bei Herannahen der Alliierten über den Rhein ab. Bei Kriegsende tauchte Simon unter dem Geburtsnamen seiner Mutter im westfälischen Upsprunge unter, wo er sich als Gärtner verdingte. Am 10. Dezember 1945 wurde er von britischen Soldaten unter dem Kommando von Hanns Alexander festgenommen und in ein von der britischen Armee geleitetes Gefängnis nach Paderborn gebracht.
Simon sollte in Luxemburg angeklagt werden, doch sein Tod am 18. Dezember 1945 verhinderte den geplanten Prozess. In der Folge entstanden verschiedene Gerüchte über den genauen Sterbeort und die Umstände des Todes:
Laut der offiziellen Version hat er sich im Gefängnis erhängt, um der Auslieferung nach Luxemburg zu entgehen. Simons Leichnam wurde in das Gefängnis im Luxemburger Stadtteil Grund überführt und schließlich begraben. Die vom Paderborner Standesamt ausgestellte Sterbeurkunde weist zwar Paderborn als Sterbeort aus, jedoch ist die dort aufgeführte Registrierungsnummer 66/1946 erst im Februar 1946, also etwa zwei Monate nach dem Todestag, eingetragen worden.
Laut einer anderen Version ist Simon hingegen erst in Luxemburg gestorben: Nachdem die britische Besatzungsverwaltung seiner Auslieferung zugestimmt hatte, wurde er von zwei Luxemburgern per Auto von Paderborn nach Luxemburg (Stadt) gebracht, um sich dort vor Gericht zu verantworten. Kurz vor dem Ziel soll es bei Waldhof (Waldhaff) zu einem von Simon provozierten Zwischenfall gekommen sein, bei dem er getötet wurde. Um den Vorgang zu vertuschen, habe der britische Captain Hanns Alexander die Medien, unter anderem die Agentur DANA (Deutsche Allgemeine Nachrichtenagentur) und das Tageblatt, mit gestellten Informationen über den angeblichen Suizid in Paderborn versorgt. Auf luxemburgischem und englischem Archivmaterial basierende Untersuchungen weisen diese Version jedoch zurück.